# Леонит
Леони́т (англ. Leonite, нем. Leonit m, укр. Леоніт) — минерал, водный сульфат магния-дикалия.
Назван в честь немецкого предпринимателя Лео Штриппельманна (нем. Leo Strippelmann), C.A. Tenne, 1896.

## Описание
Леонит встречается в качестве вторичного минерала на месторождениях калийной соли в США, Германии, а также Прикарпатья (Украина). Обычно представляет собой вытянутые кристаллы, зачастую в сочетании с другими минералами соляных отложений. Плотность 2,2 г/см3. Твёрдость 3,5. Бесцветный, а также желтоватый. Блеск от воскового до стеклянного. Прозрачный. Горький на вкус. Данный минерал содержит: K2O — 25,69 %; MgO — 10,99 %; SO3 — 43,67 %; H2O — 19,65 %.

### Химическая формула
Эмпирическая формула данного минерала: K2Mg(SO4)2·4(H2O). Существует минерал шёнит (синоним — пикромерит) с тем же химическим составом, отличающийся количеством молекул кристаллизационной воды (6 вместо 4).